# مايكل توماس فورد
مايكل توماس فورد (بالإنجليزية: Michael Thomas Ford)‏‏ (1 أكتوبر 1968 - ) كاتب، وروائي، وكاتب للأطفال من الولايات المتحدة.

## الجوائز
- جائزة لامدا الأدبية